# Греція на літніх Олімпійських іграх 1912
Греція на літніх Олімпійських іграх 1912 була представлена 22 спортсменами у 5 видах спорту.

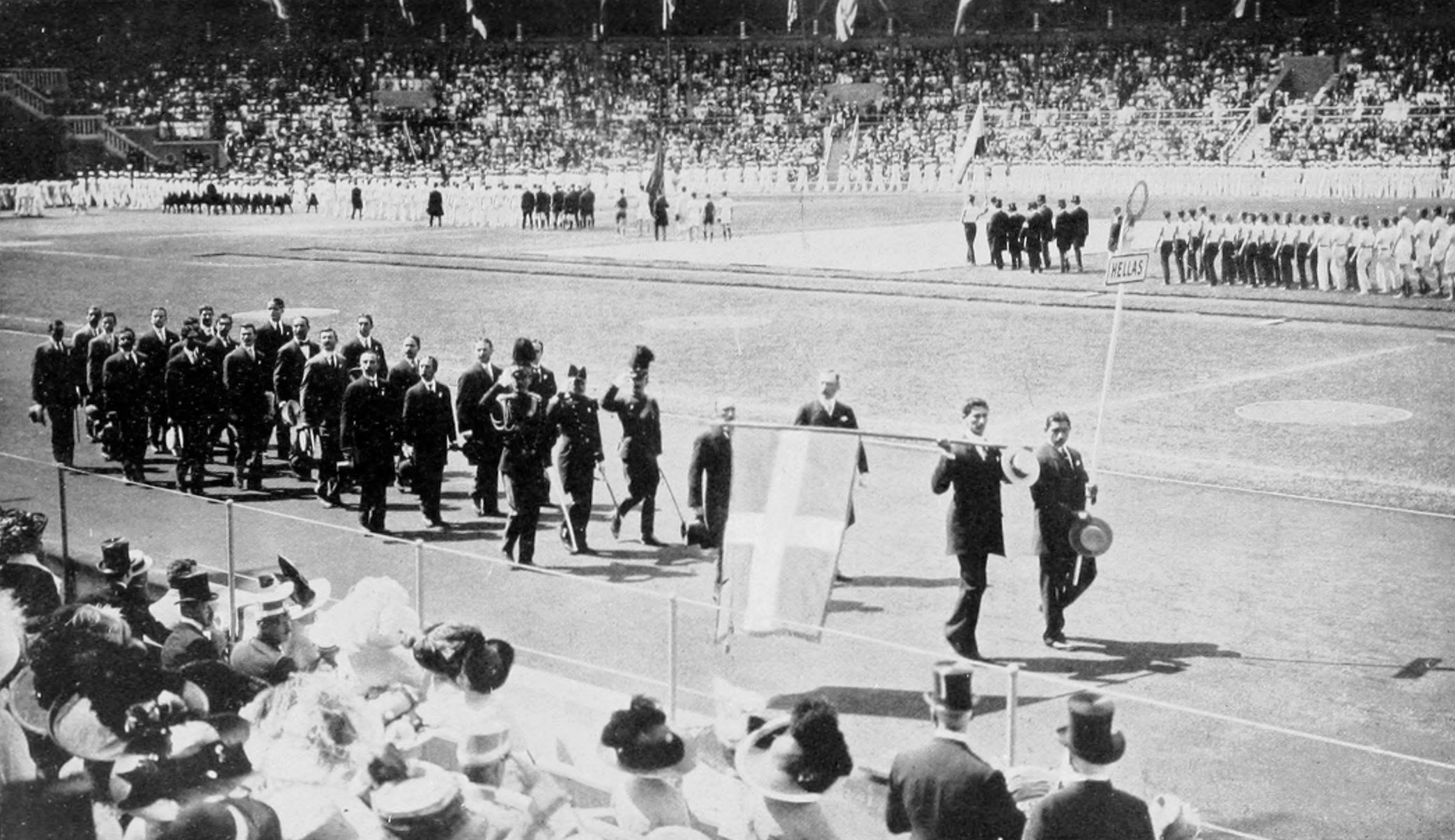
Національна збірна Греції на церемонії віткриття

## Медалісти
Золото
| Золото |                         |                                            |
| №      | Спортсмени              | Вид спорту (дисципліна)                    |
| 1      | Константінос Циклітірас | Легка атлетика (стрибки в довжину з місця) |

Бронза
| Бронза |                         |                                           |
| №      | Спортсмени              | Вид спорту (дисципліна)                   |
| 1      | Константінос Циклітірас | Легка атлетика (стрибки у висоту з місця) |